# Моррис, Джеймс Хирам
Джеймс Хирам Моррис (англ. James Hiram Morris, род. 1941, Питтсбург) — учёный в области информатики. Занимал должность декана в школе информатики Карнеги — Меллона, а также в кампусе университета Карнеги — Меллона в кремниевой долине.

## Биография
Моррис защитил степень бакалавра в университете Карнеги — Меллона, магистерскую степень в менеджменте в школе менеджмента Слоуна и PhD в информатике в массачусетском технологическом институте.
Моррис преподавал в калифорнийском университете в Беркли, где разработал некоторые важные принципы языков программирования — межмодульную защиту и ленивые вычисления. Таким образом, Моррис одним из первых указал на важность инкапсуляции в программировании. Также Моррис был одним из авторов алгоритма Кнута — Морриса — Пратта, который был открыт им независимо от Кнута и Пратта и впоследствии опубликован совместно.
Десять лет Моррис работал в Xerox PARC (исследовательский центр в Пало-Альто), где он входил в команду разработчиков компьютера Xerox Alto.
С 1983 по 1988 Моррис руководил информационно-технологическим центром в университете Карнеги — Меллона. Это был совместный с IBM проект, в рамках которого был разработан прототип учебного вычислительного центра, Andrew Project, приведший к развёртыванию беспрецедентно обширной и доступной вычислительной инфраструктуры. Моррис также был ведущим исследователем в двух проектах национального научного фонда, разрабатывающих системы компьютерной связи: EXPRES и Prep.
Также Моррис основал MAYA Design Group, консалтинговую фирму, специализирующуюся в интерактивном продуктовом дизайне.

## Список работ
- Christine M. Neuwirth, David S. Kaufer, Ravinder Chandhok, James H. Morris. Computer support for distributed collaborative writing // Proceedings of the 1994 ACM conference on Computer supported cooperative work  - CSCW '94. — New York, New York, USA: ACM Press, 1994. — ISBN 0897916891. — doi:10.1145/192844.192893.
- James H. Morris. Protection in programming languages // Communications of the ACM. — 1973-01-01. — Т. 16, вып. 1. — С. 15–21. — ISSN 0001-0782. — doi:10.1145/361932.361937.
- Charles M. Geschke, James H. Morris, Edwin H. Satterthwaite. Early experience with Mesa // Communications of the ACM. — 1977-08-01. — Т. 20, вып. 8. — С. 540–553. — ISSN 0001-0782. — doi:10.1145/359763.359771.
- Christine M. Neuwirth, David S. Kaufer, Ravinder Chandhok, James H. Morris. Issues in the design of computer support for co-authoring and commenting // Proceedings of the 1990 ACM conference on Computer-supported cooperative work  - CSCW '90. — New York, New York, USA: ACM Press, 1990. — ISBN 0897914023. — doi:10.1145/99332.99354.
- Peter Henderson, James H. Morris. A lazy evaluator // Proceedings of the 3rd ACM SIGACT-SIGPLAN symposium on Principles on programming languages  - POPL '76. — New York, New York, USA: ACM Press, 1976. — doi:10.1145/800168.811543.
- James H. Morris, Mahadev Satyanarayanan, Michael H. Conner, John H. Howard, David S. Rosenthal. Andrew: a distributed personal computing environment // Communications of the ACM. — 1986-03-01. — Т. 29, вып. 3. — С. 184–201. — ISSN 0001-0782. — doi:10.1145/5666.5671.
- Peter K. Mills, James H. Morris. Clients as "Partial" Employees of Service Organizations: Role Development in Client Participation // The Academy of Management Review. — 1986-10. — Т. 11, вып. 4. — С. 726. — ISSN 0363-7425. — doi:10.2307/258392.
- J. H. Morris, J. D. Sherman. Generalizability of an Organizational Commitment Model. // Academy of Management Journal. — 1981-09-01. — Т. 24, вып. 3. — С. 512–526. — ISSN 1948-0989 0001-4273, 1948-0989. — doi:10.2307/255572.
- C. Wright, C. Cowan, J. Morris, S. Smalley, G. Kroah-Hartman. Linux security modules: general security support for the linux kernel // Foundations of Intrusion Tolerant Systems, 2003 [Organically Assured and Survivable Information Systems]. — IEEE. — ISBN 076952057X. — doi:10.1109/fits.2003.1264934.
- D. Knuth, Jr., J. Morris, V. Pratt. Fast Pattern Matching in Strings // SIAM Journal on Computing. — 1977-06-01. — Т. 6, вып. 2. — С. 323–350. — ISSN 0097-5397. — doi:10.1137/0206024.